# Giancarlo Marocchi
Giancarlo Marocchi (4. červenec 1965, Imola, Itálie) je bývalý italský fotbalový záložník. V letech 2006 až 2010 pracoval v Boloni coby pozorovatel, manažer týmu, generální manažer a také technickým manažerem sektoru mládeže.
Již od mládí byl hráčem Boloně. Od roku 1982 hrál mezi dospělými. V sezoně 1983/84 pomohl k postupu ze třetí do druhé ligy a v sezoně 1987/88 i do nejvyšší ligy. Do nejvyšší ligy zasáhl ale v dresu Juventusu, který jej v roce 1988 koupil za 4,5 miliard lir. První trofej vyhrál v evropských pohárech a to pohár UEFA 1989/90. Další přidal opět poháru UEFA 1992/93 a také prohrál ve finále (1994/95). Jediný titul získal v sezoně 1994/95. Největší úspěch ve své kariéře bylo vítězství v LM 1995/96. Za 8 letech co hrál u Bianconeri odehrál celkem 319 (213 v Serii A) utkání a vstřelil 25 (15 v Serii A) branek. V létě 1996 odešel do své rodné Boloně, kde hrál ještě 3 roky. V sezoně 1998/99 získal Pohár Intertoto a došel s klubem až do semifinále poháru UEFA. Fotbalovou kariéru ukončil v roce 2000 po 663 (329 v Serii A) utkání.
Za reprezentaci odehrál 11 utkání. První utkání odehrál 22. prosince 1988 proti Skotsku (2:0). Byl nominován na domácí MS 1990, kde neodehrál žádné utkání. Když přišel nový trenér Sacchi, nedostal již žádnou příležitost. Poslední utkání tak pro něj byl proti Belgii (0:0) 13. února 1991.

## Hráčská statistika
| Sezóna  | Klub     | Liga     | Liga   | Liga | Ligové poháry | Ligové poháry | Ligové poháry | Kontinentální poháry | Kontinentální poháry | Kontinentální poháry | Celkem | Celkem |
| Sezóna  | Klub     | Soutěž   | Zápasy | Góly | Soutěž        | Zápasy        | Góly          | Soutěž               | Zápasy               | Góly                 | Zápasy | Góly   |
| ------- | -------- | -------- | ------ | ---- | ------------- | ------------- | ------------- | -------------------- | -------------------- | -------------------- | ------ | ------ |
| 1982/83 | Bologna  | Serie B  | 8      | 0    | IP            | 0             | 0             | -                    | 0                    | 0                    | 8      | 0      |
| 1983/84 | Bologna  | Serie C1 | 25     | 1    | IP            | 3             | 0             | -                    | 0                    | 0                    | 30     | 2      |
| 1984/85 | Bologna  | Serie B  | 35     | 6    | IP            | 5             | 0             | -                    | 0                    | 0                    | 40     | 6      |
| 1985/86 | Bologna  | Serie B  | 32     | 0    | IP            | 5             | 1             | -                    | 0                    | 0                    | 37     | 1      |
| 1986/87 | Bologna  | Serie B  | 34     | 1    | IP            | 8             | 2             | -                    | 0                    | 0                    | 42     | 3      |
| 1987/88 | Bologna  | Serie B  | 37     | 5    | IP            | 6             | 0             | -                    | 0                    | 0                    | 43     | 5      |
| 1988/89 | Juventus | Serie A  | 34     | 1    | IP            | 8             | 0             | UEFA                 | 7                    | 0                    | 49     | 1      |
| 1989/90 | Juventus | Serie A  | 32     | 5    | IP            | 8             | 1             | UEFA                 | 11                   | 2                    | 51     | 8      |
| 1990/91 | Juventus | Serie A  | 31     | 3    | IP+IS         | 6+1           | 0             | PVP                  | 7                    | 0                    | 45     | 3      |
| 1991/92 | Juventus | Serie A  | 31     | 1    | IP            | 10            | 1             | -                    | 0                    | 0                    | 41     | 2      |
| 1992/93 | Juventus | Serie A  | 23     | 1    | IP            | 6             | 0             | UEFA                 | 4                    | 0                    | 33     | 1      |
| 1993/94 | Juventus | Serie A  | 28     | 2    | IP            | 2             | 1             | UEFA                 | 7                    | 1                    | 37     | 4      |
| 1994/95 | Juventus | Serie A  | 26     | 2    | IP            | 10            | 2             | UEFA                 | 11                   | 1                    | 47     | 5      |
| 1995/96 | Juventus | Serie A  | 8      | 0    | IP+IS         | 1+0           | 0             | LM                   | 7                    | 1                    | 16     | 1      |
| 1996/97 | Bologna  | Serie A  | 33     | 4    | IP            | 5             | 0             | -                    | 0                    | 0                    | 38     | 4      |
| 1997/98 | Bologna  | Serie A  | 31     | 1    | IP            | 3             | 0             | -                    | 0                    | 0                    | 34     | 1      |
| 1998/99 | Bologna  | Serie A  | 29+2   | 0    | IP            | 6             | 0             | Int.+UEFA            | 2+10                 | 0                    | 49     | 0      |
| 1999/00 | Bologna  | Serie A  | 23     | 0    | IP            | 0             | 0             | -                    | 0                    | 0                    | 23     | 0      |
| Celkem  | Celkem   | Celkem   | 502    | 33   | -             | 93            | 8             | -                    | 66                   | 5                    | 661    | 47     |

## Hráčské úspěchy

### Klubové
- 1× vítěz 1. italské ligy (1994/95)
- 1× vítěz 2. italské ligy (1987/88)
- 2× vítěz italského poháru (1989/90, 1994/95)
- 1× vítěz italského superpoháru (1995)
- 1× vítěz Ligy mistrů (1995/96)
- 2× vítěz Poháru UEFA (1989/90, 1992/93)
- 1× vítěz poháru Intertoto (1998)

### Reprezentační
- 1× na MS (1990 – bronz)

### Vyznamenání
Řád zásluh o Italskou republiku (1991)

 Stříbrná medaile za atletickou statečnost (1990)

 Bronzová medaile za atletickou statečnost (1995)